# Veronica parviflora
Veronica parviflora är en grobladsväxtart som beskrevs av Vahl. Veronica parviflora ingår i släktet veronikor, och familjen grobladsväxter. Utöver nominatformen finns också underarten V. p. arborea.